# Mare Moscoviense

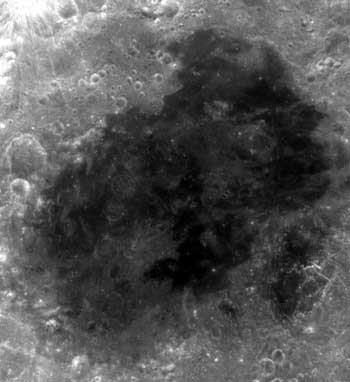
Mare Moscoviense

Het Mare Moscoviense (Latijn: zee van Moskovië) is een mare aan de achterkant van de maan. Het mare is ongeveer 277 kilometer in diameter en bevindt zich in het gelijknamige inslagbekken.

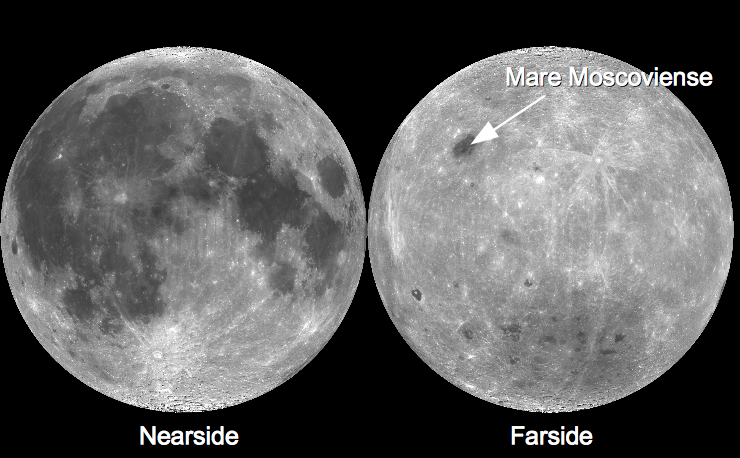
De locatie van Mare Moscoviense

Ten zuidoosten van het Mare Moscoviense ligt de inslagkrater Komarov; de krater Titov ligt in het noordelijk deel van het mare. De regio rond het mare werd eerst Mare Moscovrae genoemd, nadat de eerste beelden van de achterkant van de Maan naar de Aarde waren gezonden door de ruimtesonde Loenik 3. De Internationale Astronomische Unie erkent alleen de naam Mare Moscoviense.
Net als het Mare Marginis bestaat het Mare Moscoviense uit een relatief dunne laag vloedbasalt. Het oppervlak van het mare ligt ook relatief diep ten opzichte van het omringende hoogland. Deze grote diepte verklaart waarom er aan de achterkant van de maan weinig maria voorkomen. Hoewel inslagbekkens aan beide zijden van de maan voorkomen, zijn alleen aan de naar de aarde toegedraaide zijde veel maria te vinden. Blijkbaar zat het magma aan de achterkant van de Maan dieper, waardoor het moeilijker aan de oppervlakte kon komen.
Het inslagbekken van het Mare Moscoviense komt uit het tijdperk Nectarium, terwijl het basalt uit het Laat Imbrium komt.